# Amarna-Brief EA 286

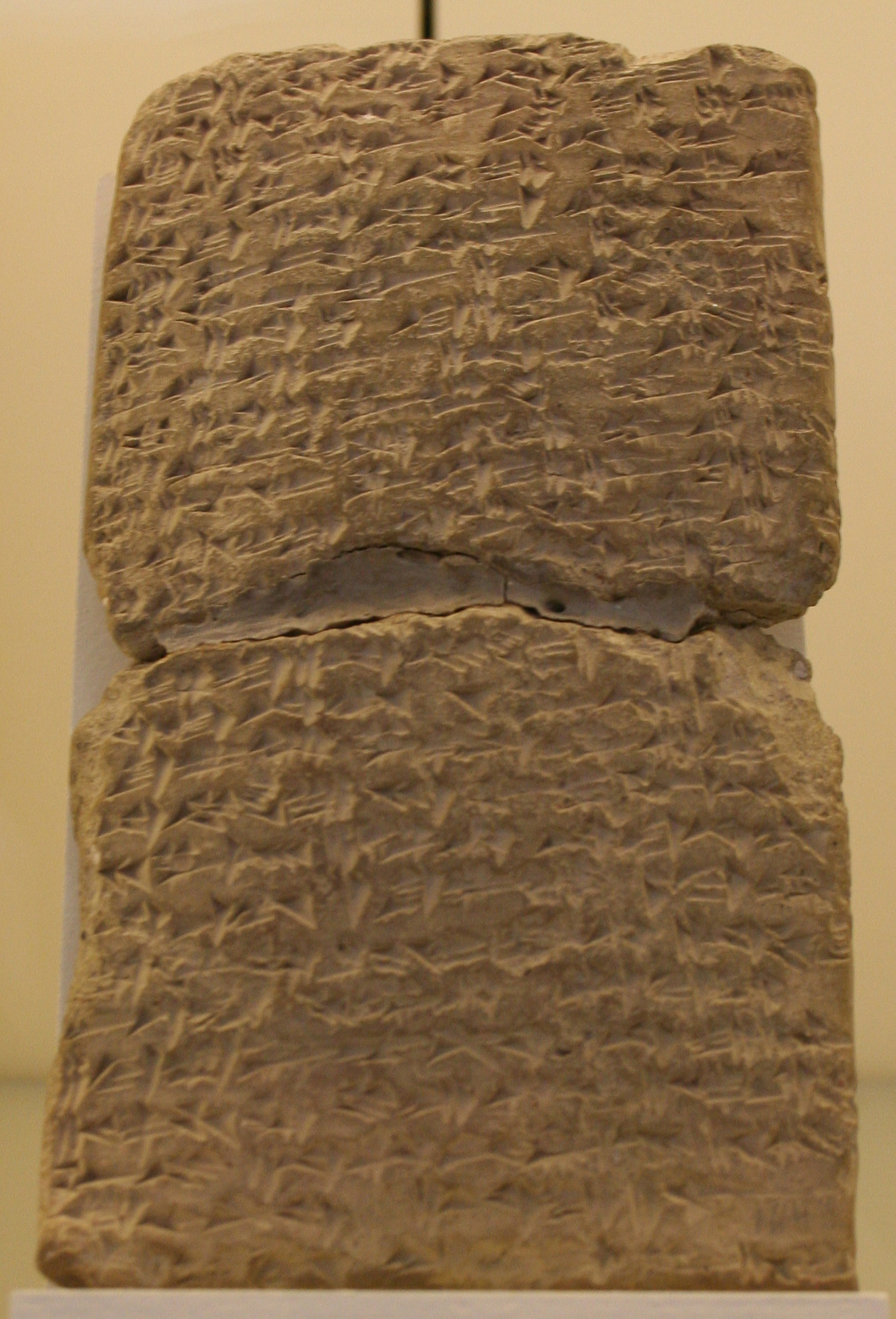
Amarna-Brief EA 288, von Abdi-Hepat, dem König von Jerusalem.

Amarna-Brief EA 286 ist ein Brief des Abdi-Hepat, des Königs von Jerusalem an den Pharao. Er ist in akkadischer Keilschrift auf einer Tontafel geschrieben und gehört zu den Amarna-Briefen aus dem Palastarchiv des Pharao Echnaton. Dieses befand sich in dessen neu gegründeter Hauptstadt Achet-Aton („Horizont des Aton“), dem heutigen Tell el-Amarna. Heute befindet sich die Tafel im Vorderasiatischen Museum in Berlin, Inventarnummer VAT 1642.

## Akkadischer Text
Vorderseite:

1. [a]-na mšarri(LUGAL) bêli(EN)-ia qí-bi-ma

2. um-ma mabdi(ÁRAD)-ḫe-ba ardu(ÁRAD)-ka-ma

3. a-na 2m šêpē(GÌRImeš) bêli(EN)-ia šarri(LUGAL)ri

4. 7(m)-ta-a-an ù 7(m)-ta-a-an am-qut-mi

5. ma-an-na ep-ša-ti a-na šarri(LUGAL) bêli(EN)-ia

6. i-ka-lu ka-ar-ṣi-ja ú-ša-a-ru

7. i-na pa-ni šarri(LUGAL) bêli(EN)ri mabdi(ÁRAD)-ḫe-ba

8. pa-ṭa-ar-mi a-na šarri(LUGAL)ri bêli(EN)-šu

9. a-mur a-na-ku la-a lúa-bi-ia

10. ù la-a munusú-mi-ia ša-ak-na-ni

11. i-na aš-ri an-ni-e

12. zu-ru-uḫ šarri(LUGAL)ri dannu(KAL.GA)

13. ú-še-ri-ba-an-ni a-na bît(É) lúa-bi-ia

14. am-mi-nim-mi a-na-<ku> e-pu-uš

15. ar-na a-na šarri(LUGAL) bêli(EN)ri

16. a-di šarru(LUGAL) bêli(EN)-ia ibaluṭ(TI.LA)

17. a-qa-bi a-na lúrabiṣ(MÁŠKIM) šarri(LUGAL) bêl[i](EN)-[ia]

18. am-mi-nim-mi ta-ra-ia-m[u]

19. lúḫa-pí-ri ù lú.mešḫa-zi-[ia-nu-ti]

20. ta-za-ia-ru ù ki-na-an-na

21. ú-ša-à-ru i-na pa-ni šarri(LUGAL) bêli(EN)-ia

22. e-nu-ma ji?-qa-bi ḫal-qa-at-mi

23. mâtāt(KURḫi.a) šarri(LUGAL) bêli(EN)-ia ki-na-an-na

24. ú-ša-wa-ru a-na šarri(LUGAL) bêli(EN)-ia

25. ù li-te-mi mšarru(LUGAL) bêli(EN)-ia

26. e-nu-ma ša-ka-an šarru(LUGAL) bêli(EN)-ia

27. [am]êlūta(LÚmeš) ma-ṣar-ta la-qí-mi

28. [gáb]-b[a]-š[a] me-en-ḫa-mu

29. [...] eš

30. [...]

31. [...] kurm[i-]iṣ-rik[i]

Rückseite:

32. [...] š[ar]ri(LUGAL)[ri] bêli(EN)ri

33. [ia-a-n]u-mi amêlūta(LÚmeš) ma-ṣar-t[a]

34. [ù l]i-[i]s-ki-en šarru(LUGAL) a-na mâti(KUR)-šu

35. [li-i]s-k[ín] š[ar]ru(LUGAL) a-na mâti(KUR)-šu pa-ṭa-ra-at

36. [mâtāt]([KUR]ḫi.a) šarri(LUGAL) bêli(EN) gáb-ša mi-li-mil-ku

37. i-ḫal-li-iq gáb-bi mât(KUR) šarri(LUGAL)ri

38. ù li-is-kín šarru(LUGAL) bêlu(EN) a-na mâti(KUR)-šu

39. a-na-ku a-qa-bi e-ru-ub-mi

40. it-ti šarri(LUGAL)ri bêli(EN)-ia ù la-mur-mi

41. 2(m) înā(IGImeš) šarri(LUGAL) bêli(EN)-ia ù nu-kur-túmeš

42. dannu(KAL.GA) a-na mu-ḫi-ia ù la a-la-aḫ-e

43. e-ra-ba iš-tu šarri(LUGAL) bêli(EN)-ia

44. ù li-it-ru-uṣ i-na pa-ni šarr[i](LUGAL) [ù]

45. lu-ma-še-ra amêlūta(LÚmeš) ma-ṣar-ta

46. ù le-lu-ub ù la-mu-ur 2(m) î[nā](IGI[meš])

47. šarri(LUGAL) bêli(EN)-ia e-nu-ma šarru(LUGAL) bêl[i](EN)-[ia]

48. ibaluṭ(TI.LA) e-nu-ma it-ta-ṣú-ú lúra[biṣūtu](MÁŠKIM[meš])

49. a-qa-bi ḫal-qa-at-mi mâtāt(KURḫi.a) šarri(LUGAL)ri

50. la ta-ša-mé-ú a-na ia-a-ši

51. ḫal-qu-mi gáb-bi lú.mešḫa-zi-a-nu-ti

52. ia-a-nu-mi lúḫa-zi-a-nu a-na šarri(LUGAL) bêli(EN)

53. li-din šarru(LUGAL) pa-ni-šu a-na lú.mešpí-ṭa-ti

54. ù lu-ṣi-mi amêlūtu(LÚmeš) ṣâbu(ÉRIN) pí-ṭa-ti

55. šarri(LUGAL) bêli(EN)-ia ia-a-nu-mi mâtāti(KURḫi.a) a-na šarri(LUGAL)

56. lú.mešḫa-pí-ru ḫa-bat gáb-bi mâtāt(KURḫi.a) šarri(LUGAL)

57. šum-ma i-ba-aš-ši lúṣâbē(ÉRINmeš) pí-ṭa-ti

58. i-na šatti(MU) an-ni-ti i-ba-aš-ši mâtāt(KURḫi.a)

59. šarri(LUGAL) bêli(EN) ù šum-ma ia-a-nu-mi lúṣâbu(ÉRIN) pí-ṭa-ti

60. [ḫ]al-qa-at mâtāt(KURḫi.a) šarri(LUGAL) bêli(EN)-ia

61. [a-n]a túp-š[a]r(DUB.S[A]R) šar[ri](LUGAL) bêli(EN)-ia um-ma mabdi(ÁRAD)-ḫe-ba

62. [ar]du(ÁRAD)-ka-ma še-ri-ib a-wa-ta5meš

63. [b]a-na-ta a-na šarri(LUGAL) bêli(EN)-ia ḫal-qa-at

64. [gá]b-bi mâtāt(KURḫi.a) šarri(LUGAL) bêli(EN)-ia

## Übersetzung
Vorderseite:

1. [Zu] dem König, meinem Herrn hat gesprochen

2. also Abdiḫeba, dein Diener:

3. Zu den 2 Füßen meines Herrn, des Königs,

4. fiel ich 7mal und 7mal nieder.

5. Was habe ich getan dem König, meinem Herrn?

6. Man verleumdet mich (ušâru)

7. vor dem König, dem Herrn(, indem man sagt): „Abdiḫeba

8. ist dem König, seinem Herrn, gegenüber abtrünnig geworden“.

9. Siehe, mich hat nicht mein Vater

10. und nicht meine Mutter gesetzt

11. an diesem Ort.

12. Die mächtige Hand des Königs

13. hat mich hereingeführt in das Haus meines Vaters.

14. Warum sollte ic(h) verüben

15. Frevel gegen den König, den Herrn?

16. Solange der König, mein Herr, lebt,

17. werde ich sagen zu dem Vorsteher des Königs, [meines] Her[rn]:

18. „Warum liebt ihr

19. die Ḫabiru, und die Reg[enten]

20. hasst ihr?“ Aber deshalb

21. werde ich verleumdet vor dem König, meinem Herrn.

22. Weil ich sage (oder: es gesagt wird): „Verloren gehen

23. die Länder des Königs, meines Herrn“, deshalb

24. werde ich verleumdet vor dem König, meinem Herrn.

25. Es wisse aber der König, mein Herr, (dies:)

26. nachdem der König, mein Herr, gestellt hatte

27. Besatzungs-Leute, hat genommen

28. s[i]e [al]le Eenḫamu

29. --------

30. -------

31. --- Ä[g]ypten

Rückseite:

32. -- des K[öni]gs, des Herrn;

33. [es sind nic]ht Besatzungs-Leute da.

34. [So s]orge der König für sein Land!

35. [Es s]org[e] der König für sein Land! Abgefallen sind

36. [die Lände]r des Königs, des Herrn, insgesamt. Ilimilku

37. richtet das ganze Land des Königs zugrunde.

38. So sorge der König, der Herr, für sein Land!

39. Ich sage: „Ich will eintreten

40. bei dem König, meinem Herrn, und ich will sehen

41. die 2 Augen des Königs, meines Herrn“. Aber die Feinde

42. sind mächtig geworden gegen mich, und so kann ich nicht

43. eintreten zum König, meinem Herrn.

44. So möge es dem Köni[g] recht erscheinen,

45. dass er sende Besatzungs-Leute,

46. und ich eintrete und sehe die 2 A[ugen]

47. des Königs, meines Herrn! Solange der König, [mein] Her[r],

48. lebt, solange Vo[rsteher] ausziehen,

49. werde ich sagen: „Verloren gehen die Länder des Königs“.

50. Ihr hört (aber) nicht auf mich.

51. Verloren gehen alle Regenten;

52. es bleibt nicht ein Regent dem König, dem Herrn.

53. Es richte der König sein Antlitz auf Feldtruppen,

54. so dass ausziehen Feldtruppen

55. des Königs, meines Herrn! Nicht bleiben Länder dem König.

56. Die Ḫabiru plündern alle Länder des Königs.

57. Wenn Feldtruppen da sind

58. in diesem Jahr, dann bleiben die Länder

59. des Königs, des Herrn; wenn aber Feldtruppen nicht da sind,

60. dann gehen die Länder des Königs, meines Herrn, verloren.

61. [Z]u dem Tafelschreiber des Königs, meines Herrn, (sprach) also Abdiḫeba,

62. dein Diener: Bringe Worte,

63. [s]chöne, hinein zu dem König, meinem Herrn! Verloren gehen

64. [a]lle Länder des Königs, meines Herrn.